# Camille Médy
André Camille Médy, född 24 december 1902 i Gérardmer i Vosges, död där 28 maj 1989, var en fransk längdskidåkare som tävlade under 1920-talet.
Vid olympiska vinterspelen 1924 i Chamonix kom han på artonde plats på femmilen. Fyra år senare vid olympiska vinterspelen i Sankt Moritz bröt han femmilen.